# 远觉镇
远觉镇，是中华人民共和国重庆市荣昌区下辖的一个乡镇级行政单位。

## 行政区划
远觉镇下辖以下地区：
复兴社区、狮子桥村、蔡家坪村、白家寺村和高观音村。